# Musée de la place Royale
Das Musée de la place Royale ist ein Museum in der kanadischen Stadt Québec. Es befindet sich an der Place Royale, dem zentralen Platz der Unterstadt. Das Museum, das zum Verbund Les Musées de la civilisation gehört, befasst sich mit der bis ins frühe 17. Jahrhundert zurückreichenden Geschichte des ältesten Stadtteils von Québec.

## Gebäude

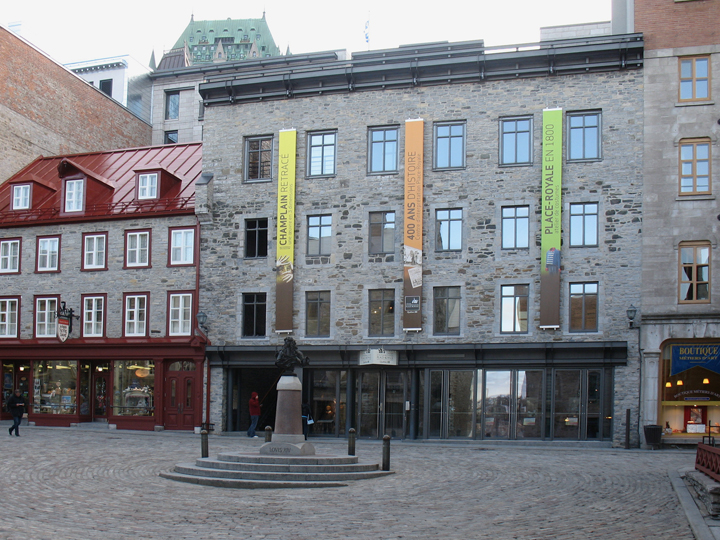
Maison Hazeur (rechts) und Maison Smith (links)

Das Museum ist im Maison Hazeur und im angrenzenden Maison Smith untergebracht. Ersteres war im Jahr 1684 als Wohnhaus für den reichen Händler François Hazeur erbaut worden und galt damals als das schönste der Stadt. Zuvor stand dort die Schmiede der von Samuel de Champlain errichteten Habitation de Québec. Das Maison Smith stammt aus dem frühen 19. Jahrhundert. Das Maison Hazeur wurde im April 1990 durch einen Brand stark beschädigt, nur das Kellergewölbe und die Fassade blieben erhalten. In der Folge baute man es zusammen mit dem Maison Smith hinter den Fassaden vollständig um und passte sie der neuen Nutzung an. Das Museum wurde 1999 eröffnet.

## Ausstellung
Im Wesentlichen befasst sich das Museum mit der Geschichte der Place Royale und den hier lebenden Menschen, angefangen mit Stadtgründer Samuel de Champlain. Erläutert wird die Entwicklung des Platzes und ihrer wirtschaftlichen Aktivitäten im Verlaufe von drei Jahrhunderten. Gezeigt werden außerdem prähistorische Artefakte der Ureinwohner, die vor der Ankunft der Franzosen im Bereich der Place Royale lebten.